# 嘉玛道理会士盎博罗削
嘉玛道理會士盎博罗削（Ambrogio Camaldolese，原名 Ambrogio Traversari，1386年—1439年10月20日），嘉玛道理會神學家，義大利文藝復興時期人文主義者，天主教圣人，瞻禮11月20日。

## 生平
盎博罗削14岁時入嘉玛道理會的 Santa Maria degli Angeli 修院，迅速成为重要的神学家和希腊语文学者。在古典希腊文学方面他师从於赫里索洛拉斯。1431年起任修會總會長。
他積極支持羅馬首席權。恩仁四世派他出席佛羅倫斯大公會議，會上他竭力為此首席權辯護。隨後，又被教宗遣往皇帝西吉斯蒙德處，懇請其出面幫助教宗結束已經在教宗特權的問題上爭執了五年的會議。1437年9月18日，教宗將會議移至費拉拉，而後於佛羅倫斯。由於盎博罗削的努力和他對一些貧窮的希臘主教的同情，促成了雙方的和解。會議詔書於1439年6月6日頒布。不久逝世。

## 著作
其著有論聖體、論聖父聖子共發聖神各一篇，聖人傳記若干及其本人任總會長以來簡史一部。譯作有帕拉第乌斯（Palladius）著《聖金口若望傳》（拉丁文自希臘文）、拜占庭隐修士莫斯克斯的 Pratum spirituale、天梯之聖約翰著 Κλίμαξ（Climax Paradisi）。拜占庭學者 Manuel Kalekas （後改宗天主教）著 Contra Graecorum Errores 四卷駁希臘人，今僅存盎氏譯本。另有金口若望講道數篇，伪丢尼修 De Coelesti Hierarchia，聖巴西流論童貞，敘利亞人以法蓮讲道集及其他希臘教父作品譯作。其講演錄及書信集1759年由 Dom Mabillon 出版於佛羅倫斯。